# Yezoceryx rupinsulensis
Yezoceryx rupinsulensis är en stekelart som först beskrevs av Cresson 1870.  Yezoceryx rupinsulensis ingår i släktet Yezoceryx och familjen brokparasitsteklar. Inga underarter finns listade i Catalogue of Life.